# 独立理财顾问
独立理财顾问（英語：Independent Financial Adviser，简称IFA）的工作是站在客户的位置，根据客户的实际情况，发现客户的金融需求和问题，提出专业、独立和客观的策划意见，可在全部市场帮助客户推荐、比较出最适合客户的计划和服务，解决客户金融和钱财相关的问题。独立理财顾问是由英国发展而来，是受金融监管的职业。这个专门的职业称谓也被其它国家和地区采用，比如香港。独立理财顾问是理财策划师的一种。
独立理财顾问代表客户的利益，而不代表任何一家保险公司、银行、证券公司，对产品和服务提供商持中立的态度。
独立理财顾问通常会“实情调查”，对客户的财务状况、喜好和目标进行详细调查。然后，他们将采取适当行动提出建议，以满足客户的目标。如果需要的话，他们会进一步推荐适合金融产品，以符合客户的需求。个人和企业会在很多方面咨询独立财务顾问，包括保险和保障、储蓄、投资、退休策划、遗产安排和借贷。独立财务顾问还会对一些税收和法律问题提出建议。
独立财务顾问定期检视理财客户的方案和继续提供适合的建议，合资格的独立财务顾问甚至提供资产管理服务，帮助客户管理投资组合。独立财务顾问还是客户与提供商之间的有效沟通桥梁，大型的独立财务顾问公司通常和诸多提供商保持良好的关系，给客户提供多一重的服务保障。